# Шацький Богдан Олексійович
Богда́н Олексі́йович Ша́цький (нар. 11 січня 1995 — пом. 21 листопада 2019) — старший лейтенант 15-го реактивного артилерійського полку (тепер, 15-та окрема бригада артилерійської розвідки) Збройних Сил України, учасник російсько-української війни на Донбасі.

## Коротка біографія
Народився 11 січня 1995 року в селі Михля, Ізяславської міської територіальної громади, Хмельницької області.
Служив у 15-му реактивному артилерійському полку (Дрогобич).
Загинув 21 листопада 2019 р. в ДТП, яка сталася під час виконання службових обов'язків за 2 км південно-західніше від с. Клинове Бахмутського району на Донеччині.
У Богдана залишились батьки, брат та дружина.
Похований у с. Михля Ізяславської міської територіальної громади Хмельницької області.

## Пам'ять
- 11 січня 2021 року на приміщенні Михлянської загальноосвітньої школи І—ІІІ ступенів у селі Михля Лютарського старостинського округу Ізяславської міської територіальної громади відкрили меморіальну дошку на честь військовослужбовця, учасника ООС Богдана Шацького.
- Його портрет розміщений на меморіалі «Стіна пам'яті полеглих за Україну» в Києві: секція 11, ряд 4, місце 20
- вулиця Жовтнева в селі Михля згідно з рішенням 42-ї сесії сільської ради VII скликання (23 березня 2020 року) зветься вулицею Богдана Шацького.